# Lucas Macías
Lucas Macías Navarro (Valverde del Camino, Huelva, España, 11 de agosto de 1978) es un oboísta y director de orquesta español. En la actualidad, es director titular de la Oviedo Filarmonía (desde 2018) y director artístico de la Orquesta Ciudad de Granada (desde 2020).
Desde octubre de 2024 es director titular de la Real Orquesta Sinfónica de Sevilla.

## Formación
Estudió desde 1995 hasta 1997 en el Conservatorio de Zúrich (Suiza) con Thomas Indermühle. Siendo miembro de la Joven Orquesta Nacional de España, continuó sus estudios en el Conservatorio de Friburgo (Alemania, 1997-2000) donde obtuvo el prestigioso “Diploma de Solista” en la clase de Heinz Holliger. 
Ha actuado como solista en diferentes Festivales y eventos como la Berliner Festwochen, el Usedomer Festival, Artistas Jóvenes en concierto en Davos (Suiza), el Europäischen Musikmonat (Basilea, Suiza), el ARD Kammermusikfest 2003 (Múnich), el Albert-Konzerten Freiburg (Alemania), el Schwetzinger Musikfestival 2004, así como el Roque d´Anthéron (2004) y las BBC Proms (Londres). 
En la Joven Orquesta Gustav Mahler ha tocado como Oboe Solista bajo dirección de Claudio Abbado, Seiji Ozawa y Pierre Boulez, misma posición que ha ocupado en la Camerata Bern (Suiza), en la SWR Orquesta Sinfónica de Baden-Baden y Friburgo (Alemania), Stadtorchester Winterthur (Suiza), en la Orquesta Sinfónica de la Radio de Fráncfort (Hessischer Rundfunk), en la Bochumer Symphonikern, en la Orquesta de Cámara de Lausana bajo dirección de Christian Zacharias, en la Budapest Festival Orchester dirigiendo Ivan Fischer, en la Academia de Santa Cecilia (Italia) y en la Orquesta de la Radio de Baviera. También ha realizado giras como Oboe Solista con la Orquesta de Cámara de Europa.
Claudio Abbado le invitó a formar parte como Solo-Oboe en su orquesta de nueva creación, la "Mozart Orchester". 
Estudia en la Karajan Akademie de la Orquesta Filarmónica de Berlín durante los años 2003 y 2004. Desde marzo de 2004 ocupa la posición de Oboe Solista en la Orquesta de Cámara de Múnich (Alemania) compaginando esta plaza desde julio de 2005 con el puesto de Oboe Solista de la Orquesta de Cámara de Lausana (Suiza).
Desde diciembre de 2007 es Oboe Solista de la Orquesta del Concertgebouw de Ámsterdam bajo la dirección de Mariss Jansons. En 2014 Lucas Macías Navarro comenzó su debut como director en el Teatro Colón de Buenos Aires tras una excepcional carrera como uno de los principales oboístas del mundo.
En 2018 fue nombrado director titular de la Orquesta Oviedo Filarmonía. En octubre de 2021 debutó en la Ópera de Oviedo con La Flauta Mágica.
En septiembre de 2020 fue nombrado director de la Orquesta Ciudad de Granada.

## Premios
Macias obtuvo premios en competiciones como el Primer Premio en el Concurso Nacional para Jóvenes" (Granada), Mención de Honor en el "Fernand Gillet Oboe Competition" (USA), el Primer Premio en el "II Concorso Internazionale per Oboe Giuseppe Tomassini" (Petritoli, Italia) y en 2006 el Primer Premio y Premio Mozart en el Concurso Internacional de Oboe de Japón.